# Un silence de mort
Vous lisez un « bon article » labellisé en 2009.
Pour les articles homonymes, voir Silence de mort.
Un silence de mort (en version originale : Hush) est le 10e épisode de la saison 4 de la série télévisée Buffy contre les vampires. Il a été écrit et réalisé par le créateur de la série Joss Whedon, qui voulait à la fois subvertir le conte de fée et évoquer les limites de la communication. En effet, une de ses particularités est l'absence de dialogue entre les personnages pendant les deux tiers du récit : la bande-son est réduite à la seule musique. Cet épisode se distingue aussi par des rebondissements narratifs dont des conséquences sont importantes pour l'ensemble de la saison et de la série. Il s'agit du seul épisode de la série à avoir été nommé pour un Emmy Award récompensant la réalisation. Whedon lui-même a reçu une nomination pour un Award dans la catégorie du meilleur scénariste d'une série dramatique.
Dans cet épisode, les Gentlemen, de nouveaux démons, arrivent à Sunnydale pour accomplir un rituel qui nécessite de prélever des cœurs humains. Pour agir sans rencontrer de résistance, les Gentlemen privent les habitants de Sunnydale de leur capacité à parler. En plus de ce danger, les héros sont pris par leurs problèmes sentimentaux : Buffy et Riley éprouvent de plus en plus de difficultés à se dissimuler mutuellement leur identité secrète, Alex et Anya se disputent pour savoir s'ils forment un couple et Willow cherche à se remettre de sa rupture avec Oz et fait la rencontre de Tara Maclay.

## Résumé
L'épisode commence par ce qui ressemble à un cours du professeur de sociologie Maggie Walsh sur la communication et sur ses rapports avec la parole. L'enseignante propose un exercice pratique et demande à Buffy de s'allonger sur la table. Riley la rejoint et l'embrasse devant les étudiants. La lumière s'éteint alors et la salle se vide. Le baiser est interrompu par une comptine chantée par une petite fille qui tient une boîte. Sa chanson évoque les Gentlemen, indique qu'ils ont besoin de « sept » choses (sans préciser lesquelles) et mentionne le mutisme des personnes visées. Buffy observe la petite fille tandis une main s'appuie sur son épaule, en apparence celle de Riley. Quand la Tueuse se retourne, elle découvre le visage d'un démon. Buffy se réveille, à la fin du cours.
À la sortie, elle entame une discussion avec Riley. Les deux ignorant l'identité secrète de l'autre, ils s'interrogent et se mentent réciproquement sur leur activité du soir, tous deux devant patrouiller pour tuer ou capturer des démons. Alors que Riley s'apprête à embrasser Buffy, cette dernière s'étonne que le jeune homme ait des copies à corriger le soir même, alors que les étudiants n'ont rendu aucun devoir. Coupé dans son élan, Riley doit inventer un nouveau mensonge. Les deux jeunes gens se séparent sans s'être embrassés. Dépitée, Buffy répète une phrase que Riley a prononcée dans son rêve : « la fortune sourit aux audacieux ». Le générique démarre. 
Les séquences suivant le générique montrent à chaque fois la parole comme « instrument de disputes, de mensonges, de discours creux ou de faux-semblants ». Giles et Spike, son invité forcé, se disputent sur le comportement du vampire. Anya et Alex arrivent sur ces entrefaites, en se disputant eux sur l'état de leur relation. Sur le campus, Willow constate les vaines paroles des meneuses du cercle de sorcières auquel elle participe. Elle fait remarque également Tara, une jeune femme timide qui n'ose pas s'exprimer devant tout le monde. Plus tard, Willow retrouve Buffy dans leur chambre, et la Tueuse se plaint de la difficulté de franchir une étape dans sa relation avec Riley. Pendant ce temps, dans les locaux de l'initiative, Riley fait de même avec Forrest. Le soir venu, Spike se moque d'Alex alors que Giles cherche à se renseigner sur le rêve de Buffy et les Gentlemen. Il cesse ses recherches à l'arrivée d'Olivia. Pendant cette nuit, les Gentlemen arrivent en ville. Dans le clocher d'une église, derrière l'horloge, ils accomplissent un rituel qui prive les habitants de Sunnydale de toute capacité à parler. À partir de cette scène, et jusqu'aux cinq dernières minutes de l'épisode, plus aucune voix humaine ne se fait entendre. Ne seront entendus que la bande-son, la voix d'un journaliste télévisé, et la voix synthétique du système de surveillance de l'Initiative.
Le lendemain matin, tous les héros se rendent comptent de leur situation et réagissent. Croyant à une épidémie de laryngite, les autorités mettent la ville sous quarantaine et stoppent toute activité. L'Initiative se mobilise, et les soldats reçoivent pour consigne de maintenir l'ordre. Le Scooby-gang se rassemble et ne peut que constater que la peur suscite des tensions entre les habitants et que le chaos se répand petit à petit en ville. En se croisant le premier soir, Buffy et Riley s'embrassent pour la première fois. Le nuit, les Gentlemen attaquent et tuent deux étudiants en arrachant leurs coeurs. Ses recherches ayant porté leur fruits, Giles présente ses résultats au reste de l'équipe. Les Gentlemen sont des monstres de conte de fées, arrivant dans une ville dont ils privent les habitants de leur voix pour pouvoir collecter sept coeurs humains. Le seul moyen de les tuer est le cri d'une princesse, provenant d'une véritable voix humaine. Mais les héros ne savent pas comment retrouver leur voix. 
La nuit tombée, Buffy et Riley patrouillent chacun de leur côté. Parallèlement, Tara a fait des recherches de sorts pour briser l'enchantement et quitte sur le campus chercher des alliées sorcières. Repérée et poursuivie par les Gentlemen, elle trouve assistance auprès de Willow. Ensemble, elles réussissent à se protéger en barricadant une porte grâce à un distributeur de boissons, qu'elles poussent ensemble par télékinésie. Chez Giles, Alex frappe violemment Spike, croyant à tort qu'il a mordu Anya. Il révèle ainsi son amour pour elle, au grand bonheur de cette dernière. Enfin, le parcours de Buffy et Riley les amène dans l'antre des Gentlemen, et chacun commence à se battre avec les démons et leurs sbires. Ils finissent par se retrouver l'un en face de l'autre, se découvrant sous leur identité secrète, et combattent ensemble les Gentlemen. Finalement, Riley détruit la boîte qui contient les voix des habitants de Sunnydale, permettant à Buffy de pousser un cri qui détruit les Gentlemen. 
À la fin de l'épisode, Willow et Tara discutent de magie et deviennent amie, et Olivia quitte Giles, ne pouvant assumer les dangers de la vie de son amant. Enfin, Riley rend visite à Buffy dans sa chambre, lui indiquant qu'ils ont à parler. L'épisode se termine alors qu'ils sont assis l'un en face de l'autre sans pouvoir dire un mot. 

## Élaboration du projet et sources
Selon le créateur de la série Joss Whedon, l'idée d'un épisode silencieux, qu'il avait depuis longtemps, l'obsédait de plus en plus au fur et à mesure que la série avançait. Cette idée répondait à un besoin de sortir de la routine, d'éviter que la télévision soit « une radio avec des visages ». Cela est confirmé par James Marsters, l'acteur interprétant Spike, selon qui Whedon aime à se « faire peur » : après avoir entendu ses fans lui répéter que la série était « géniale » notamment à cause des dialogues, il se serait lancé le défi d'un épisode sans paroles.
L'épisode se nourrit de nombreuses œuvres littéraires, cinématographiques ou télévisuelles. Les contes de fées y jouent un rôle essentiel, ainsi que l'univers des terreurs enfantines qu'illustre la séquence du rêve pré-générique. Joss Whedon évoque aussi Les Griffes de la nuit de Wes Craven comme source d'inspiration de cette scène et de la comptine chantée par la petite fille, ainsi que Le Silence des agneaux pour la scène où le personnage de Tara frappe à la porte d'une chambre, qu'on croit, par un montage parallèle, être celle de Willow, de même que l'on pense que le FBI du film de Jonathan Demme encercle la maison du serial killer. Il cite encore John Woo pour caractériser la scène où Buffy et Riley se visent mutuellement lors du combat final. Il évoque enfin Woody Allen pour l'utilisation du plan-séquence dans la scène, encore parlante, au sein de l'Initiative. Il avait déjà fait référence au réalisateur et à cette technique à propos de l'épisode Innocence.
L'épisode est traversé de références à la culture populaire : à Superman, quand Forrest évoque Clark Kent et les problèmes posés par une identité secrète, ou aux Pink Floyd mentionnés par Giles.
Whedon explique par ailleurs avoir toujours été désireux de faire de Buffy un véritable travail visuel. Le silence imposé aux acteurs et actrices leur permet dès lors d'exprimer autrement les émotions de leurs personnages. C'est notamment le travail de mime des acteurs qui jouent les Gentlemen que les auteurs de la série soulignent. Douglas Petrie, scénariste et producteur exécutif, indique ainsi que le plus grand effet spécial qui assure à ces démons leur pouvoir de terreur sur les spectateurs reste leur sourire. Whedon souligne la qualité du jeu des acteurs comme composante essentielle de la réussite de l'épisode.